# Руснак, Александр Васильевич
Александр Васильевич Руснак (род. 12 декабря 1967, Кишинёв, Молдавская ССР, СССР) — российский актёр театра и кино, режиссёр, сценарист, писатель, медиа-менеджер, автор циклов телевизионных и радиопрограмм, известен как поэт и драматург.

## Биография
Учился в ГИТИС им. Луначарского (педагоги — Кнебель Мария Осиповна и Хейфец Леонид Ефимович), также окончил Всероссийский государственный университет кинематографии имени С. А. Герасимова (мастерская С. А. Соловьёва и В. Рубинчика).
1991—1997 гг. — работал актёром в театре «Современник».
1991—1997 Автор и режиссёр специальных общественно-политических международных проектов телеканал ТВ-6 (Россия), CNN (Cable News Network)
1997 г. в качестве режиссёра, актёра и сценариста был приглашен EuropaCorp к сотрудничеству в Испании и Франции. Автор специальных общественно-политических проектов на канале France Télévisions
1998 г. — куратор первой в России интерактивной кукольной выставки «Понт Пигмалиони» (художники-кукольники Олег Ермаков и Ирина Бачурина).
1999 г. — автор концепции и креативный продюсер общественно-политического телемарафона «Возвращение домой» (телеканал ТВ-6, Россия), автор одних из первых мультимедийных проектов в России: «Возвращение динозавра» (Москва, МДМ) и «Лицейский сад» (город Сергиев-Посад, телеканал ТВ-6 (Россия), CNN (Cable News Network)
2003 г. — по приглашению Антонио Менегетти принял участие в создании кафедры онтопсихологии на факультете психологии Санкт-Петербургского государственного университета.
2004—2010 гг. — креативный директор ФГУП «Издательство Известия» Управления делами Президента Российской Федерации.
2006—2007 гг. — креативный директор Первого и Второго Фестиваля симфонических оркестров мира под патронажем Президента РФ (Москва, Россия)
2011—2012 гг. — креативный продюсер телеканала Коммерсантъ-ТВ (Ъ)
2012—2013 гг. — шеф-редактор, креативный директор журнала «Москва-Тель-Авив» (Россия — Израиль)
С 2012 г. — специальный обозреватель и автор специальных проектов радиостанции Коммерсантъ FM.
2013 г. — главный редактор и сценарист цикла программ «Россия без политики» (Sony Pictures Television Networks, Singapore)
2014—2015 гг. — главный режиссёр телевизионного проекта «Povești Românești» TVR București (Бухарест, Румыния) Автор и режиссёр специальных проектов TVGlobus (New York City, USA)
2018 г. — в соавторстве с российским художником Андреем Будаевым представил в России выставку эскизов и рабочих материалов подготовительного периода своего фильм «Сны картографа» (Москва, Галерея А3 Объединения Выставочные залы Москвы).
2018 г. — автор и режиссёр аудио-визуального контента стенда Правительства города Москвы на Moscow Urban Forum 2018
2019 г. — режиссёр-постановщик (по приглашению Eventful Agency) музыкального арт-перформанса «Рождественский вертеп Павла Карманова». В постановке приняли участие: Сергей Старостин, Андрей Котов, ансамбль древнерусской духовной музыки «Сирин», детский вокальный ансамбль «Веретенце», Аркадий Шиклопер, Мариан (Марио) Калдарару, рок-группа «Вежливый отказ». Премьера состоялась 11 января 2019 г. в Московском концертном зале «Зарядье».
2019 г. — в Центре Андрея Вознесенского (Москва) вместе с Клодом Штайнером прочел лекцию «Искусство Альберта Хофмана», на которой впервые в России был представлен документальный фильм, посвященный Альберту Хофману, с участием художника и психолога Ганса Руди Гигера и создателя метода холотропного дыхания, психиатра Станислава Грофа.
2022 — 2023 г.г. Креативный продюсер Всероссийского проекта "ТеатровИдение - Старт"
2024 — 2025 г.г. Креативный директор Международной музыкальной лаборатории Алисы Гицба.

## Творчество

### Роли в театре
- «Варшавский набат» — режиссёр Борис Довженко
- «Шаг с крыши» — режиссёр Владимир Шишов
- «Молодая гвардия» — режиссёр Марат Аксаков
- «Мелкий бес» — режиссёр Роман Виктюк
- «Плаха» — режиссёр Галина Волчек
- «Побег» — режиссёр Кирилл Крастошевский
- «Анфиса» — режиссёр Галина Волчек
- «Кабала святош» — режиссёр Игорь Кваша
- «Крутой маршрут» — режиссёр Галина Волчек
- «Кот домашний средней пушистости» — режиссёр Игорь Кваша
- «М. Батерфляй» — режиссёр Роман Виктюк
- «Пьеса Треплева» — режиссёр Руснак
- «Крест» — режиссёр Руснак

### Фильмография

#### Роли в кино
- 1985 — Танцы на крыше — Генка
- 1989 — Видео — Балет (проект Кирилла Преображенского совместно с Митей Горошевским)
- 1989 — Видео — Балет II (проект Кирилла Преображенского совместно с Митей Горошевским)
- 1993 — Пчёлка — Стас
- 1994 — Контраданс — печальный клоун
- 2001 — Король карманных воров — Пёс
- 2008 — След (Буратино)— Холодов
- 2009 — Анна Каренина — Корсунский
- 2012 — Маски — Илья
- 2012 — РэПэПэ (Режим полного погружения) — Густав
- 2013 — Непустая формальность — Никифоров
- 2015 — Смертельный сон — Сочин
- 2015 — Последний мент — Дмитрий Габриелян, вице-президент «Материал-банка»

#### Режиссёрские работы в кино и на телевидении
- 1993 — Гуд-бай, Америка! Сто раз (документальный фильм) Телеканал «Россия-Культура» (Москва, Россия)
- 1993 — Петровский бульвар (документальный фильм) Телеканал «Россия-Культура» (Москва, Россия)
- 1993 — Театр странного Гарника (телевизионный очерк) РТР (Москва, Россия)
- 1994 — Пьеса Треплева (короткометражный художественный фильм) Учебная киностудия ВГИК (Москва, Россия)
- 1995 — «…а значит никогда я не уйду из Рима» (документальный фильм) Canale 10 Italy (Roma, Italia)
- 1996 — Жила-была страна (художественный фильм) CNN (Cable News Network)
- 1999 — Карабаш — 15000 жизней (документальный фильм) МНВК TV-6 совместно с CNN (Cable News Network)
- 2000 — Король карманных воров (телевизионный очерк) Телеканал Россия −1 (Москва, Россия)
- 2001 — Король карманных воров (художественный фильм) Кинокомпания Ладога (Санкт-Петербург, Россия)
- 2003 — Двор (художественный фильм) Channel NewsAsia (Sony Pictures Television Networks, Singapore)
- 2004 — Одесский дневник Франца Боффо (короткометражный художественный фильм) Кинокомпания RWL ( București, România)
- 2007 — Молчание Зубина Мета (документальный фильм) Кинокомпания Инфофильм (Москва, Россия)
- 2011 — Возвращение конквистадора (художественный фильм) Tonni Film (Sony Pictures Television Networks, New York City, USA)
- 2012—2013 — Прогулки по переулкам (цикл новелл) TVGlobus (New York City, USA)
- 2013 −2014 — Московский Бруклин (цикл новелл) Tonni Film (Sony Pictures Television Networks, Singapore)
- 2014 — Лэутары. Дорога в небо (цикл новелл) TVR București ( București, România)
- 2014 — Тот, кого звали Стефан (документальный фильм) TVR București ( București, România)
- 2015 — Пять тарелок села Долна (документальный фильм) TVR București ( București, România) совместно с TVGlobus (New York City, USA)
- 2016 — Тени улицы Кардо (цикл новелл) Channel NewsAsia (Sony Pictures Television Networks, Singapore) совместно с ILand (Holon, Israel)
- 2018 — Сны картографа (в производстве)
- 2024  — Бесприданница La commedia a soggetto (ONLiFE спектакль)  в рамках проекта «Островский. OnLIFE: сквозь время и расстояние» при поддержке Президентского фонда культурных инициатив.Международный театральный фестиваль Onlife iDEA Fest (Москва, Россия)
- 2024  — Волки и овцы (ONLiFE спектакль)  в рамках проекта «Островский. OnLIFE: сквозь время и расстояние» при поддержке Президентского фонда культурных инициатив.Международный театральный фестиваль Onlife iDEA Fest (Москва, Россия)

### Авторские программы на радио

#### Радиостанция Radio Globus (New York City, USA)
- 2010—2011 — Прогулки по переулкам

##### РадиостанцияКоммерсантъ FM(Москва, Россия)
- 2012 — Печатный двор
- 2013 — Ответы осведомлённой службы
- 2013—2014 — Бизнес-клуб
- 2014 — Чистое пространство
- 2014 — Навигатор корпоративных инноваций
- 2013—2015 — Слушание по делу с Александром Руснаком
- 2015 — Без гарнира